# Kossi
Kossi (Province de la Kossi) är en provins i Burkina Faso.   Den ligger i regionen Boucle du Mouhoun, i den västra delen av landet, 260 km väster om huvudstaden Ouagadougou. Antalet invånare är 249 923. Arean är 7 324 kvadratkilometer.
Följande samhällen finns i Kossi:
- Nouna
- Bayé
- Diontala
- Yasso
- Sama
- Bankouma
- Moussakongo
- Fini
- Dissankui
- Dankouro
- Masso
- Mawé
- Badinga
- Lékoro
- Mohouna
- Tanhouna
- Ban
- Siékoro
- Liaba